# Planète B
Planète B je francouzsko-belgický hraný film z roku 2024, který režírovala Aude Léa Rapin podle vlastního scénáře. Snímek měl světovou premiéru na filmovém festivalu v Benátkách dne 29. srpna 2024.

## Děj
Grenoble v roce 2039. Společnost a stát se hroutí a mladí lidé, zejména aktivisté, se ocitají v chaosu. Jedné noci však aktivisté po demonstracích náhle zmizí. Aktivistka Julia se poté, co zabije policistu, probudí v neznámém světě, na planetě B. Ocitá se v novém vězeňském prostředí, jehož cílem je převýchova mladých lidí.

## Obsazení
| Adèle Exarchopoulos | Julia Bombarth  |
| Souheila Yacoub     | Nour            |
| Eliane Umuhire      | Hermès          |
| India Hair          | Victoire        |
| Marc Barbé          | Mileur          |
| Paul Beaurepaire    | Eloi            |
| Léo Chalié          | Wendy           |
| Théo Cholbi         | Kylian          |
| Jonathan Couzinié   | Gudane          |
| Luana Duchemin      | plukovnice Rama |
| Mikael Foisset      | aktivista       |
| Amine Hamidou       | Medhi           |
| Thierry Hancisse    | Vano            |

## Ocenění
- César: nominace v kategorii nejslibnější herečka (Souheila Yacoub)